# یوکی اوگوری
یوکی اوگوری (ژاپنی: 猪狩 佑貴؛ زادهٔ ۷ آوریل ۱۹۸۸) یک بازیکن فوتبال اهل ژاپن است.
از باشگاه‌هایی که در آن بازی کرده‌است می‌توان به باشگاه فوتبال شونان بلمار و باشگاه فوتبال فوکوشیما یونایتد اشاره کرد.